# Pyrausta castalis
Pyrausta castalis is een vlinder van de familie van de grasmotten (Crambidae). De wetenschappelijke naam van deze soort is voor het eerst voorgesteld door Georg Friedrich Treitschke in een publicatie uit 1829.

## Verspreiding
De soort komt voor in een groot deel van Midden- en Zuid-Europa (waaronder Frankrijk, Spanje, Italië, Tsjechië, Oostenrijk, Hongarije, Slovenië, Kroatië, Bosnië & Herzegovina, Servië, Montenegro, Noord-Macedonië, Albanië, Roemenië, Bulgarije, Griekenland, Oekraïne, Europees-Rusland), delen van West-Azië (waaronder Turkije, Israël, Iran, Armenië, Azerbeidzjan, Kazachstan) en Marokko.

## Waardplanten
De rups leeft op Satureja montana (Lamiaceae).